# Oreocarya sobolifera

### descrição
planta vascular da familia das boraginaceas que cresce em climas temperados nos estados unidos seus frutos são ovais de 2,5 a 3,5 mm

### distribuição
e encontrada nos estados unidos em oregon montana idaho califórnia e nevada

### referencias
1. ↑  «calflora oreocarya sobolifera». calflora
2. 1 2  «oreocarya sobolifera payson». kew royal britanic gardens. 2012
3. ↑  «oregon flora oreocarya sobolifera». oregon flora
4. ↑  «oreocarya sobolifera». 2012